# 醍醐輝弘
醍醐輝弘（1791年5月29日—1859年10月4日；寬政三年四月二十七–安政六年九月初九），是江戶時代後期的一名公卿、廷臣，出仕光格天皇、仁孝天皇、孝明天皇三朝；最高官位從一位內大臣。其父為權大納言醍醐輝久；（猶子上的）養父是關白一條輝良；母親則是德島藩主蜂須賀重喜的女兒；妻子為蜂須賀至央（重喜養父）的養女（生父是至央外甥休光）；繼室為准三宮鷹司政熙的女兒。有子醍醐忠善、權大納言醍醐忠順。
形式上、他本來是本家一條家的猶子，但在寬政五年（1793年）他敘爵，繼承了醍醐家家督。
1819年，長男忠善出生，就將家督之位讓給他；不過忠善翌年就去世，因此輝弘再度擔任當主直到1830年次子忠順出生，次年就將家督之位讓給忠順。

## 相關項目
- 醍醐家

| 王位覬覦者        | 王位覬覦者                                             | 王位覬覦者        |
| ----------------- | ------------------------------------------------------ | ----------------- |
| 前任： 醍醐輝久   | 醍醐家當主 1811年9月12日－1819年 1820年－1859年10月4日 | 繼任： 醍醐忠善   |
| 前任： 醍醐忠善   | 醍醐家當主 1811年9月12日－1819年 1820年－1859年10月4日 | 繼任： 醍醐忠順   |
| 官衔              |                                                        |                   |
| 前任： 花山院家厚 | 內大臣 1848年2月1日－1848年3月15日                     | 繼任： 德大寺實堅 |
| 军职              |                                                        |                   |
| 前任： 花山院家厚 | 右大將 1848年2月1日－1848年3月15日                     | 繼任： 德大寺實堅 |